# Лугопарк імені Гурова

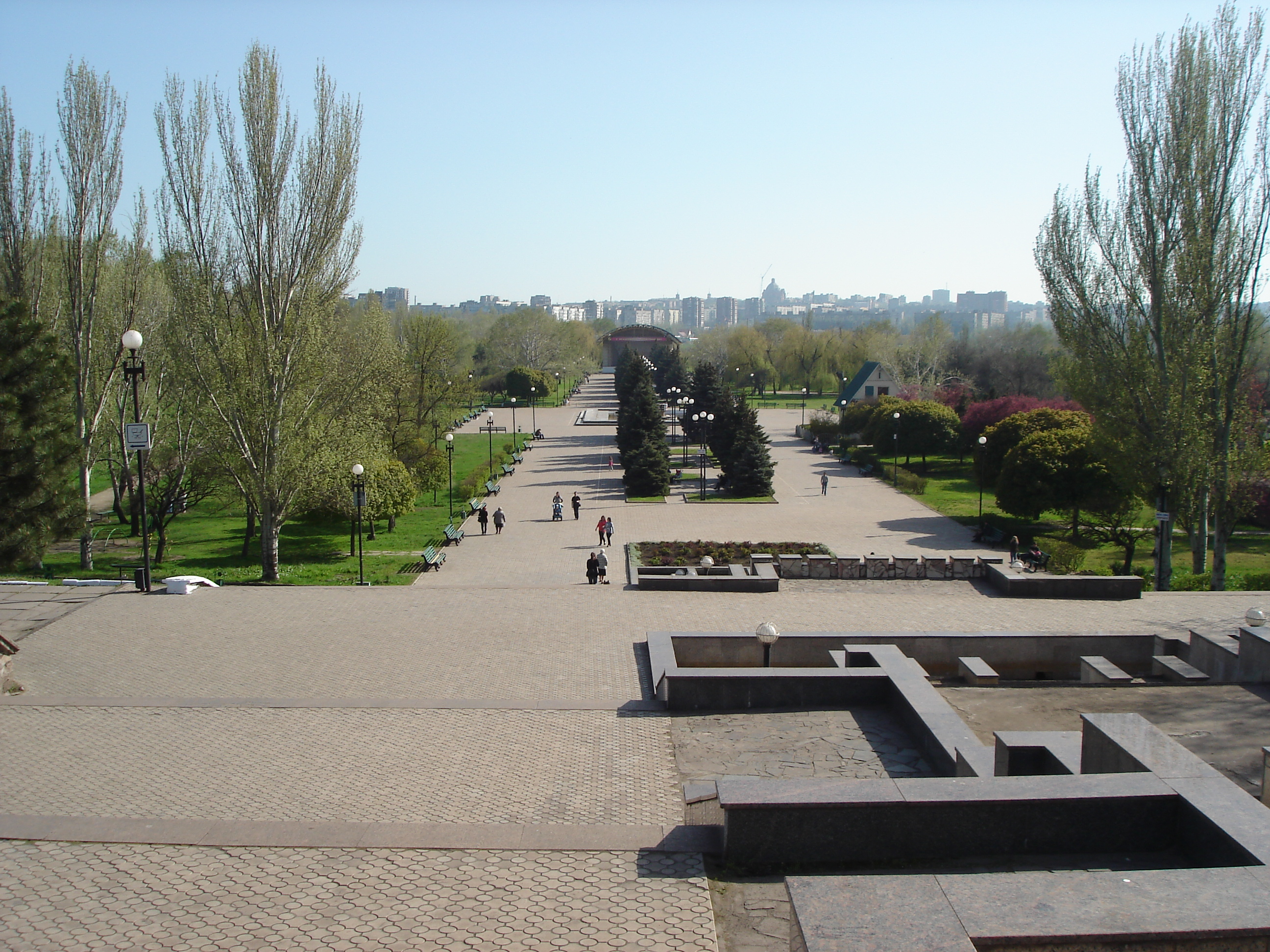
Парк Гурова

Лугопарк імені Гурова — паркова територія міста Маріуполь на південній околиці сучасного Кальміуського району в заплаві річки Кальчик.

## Історія

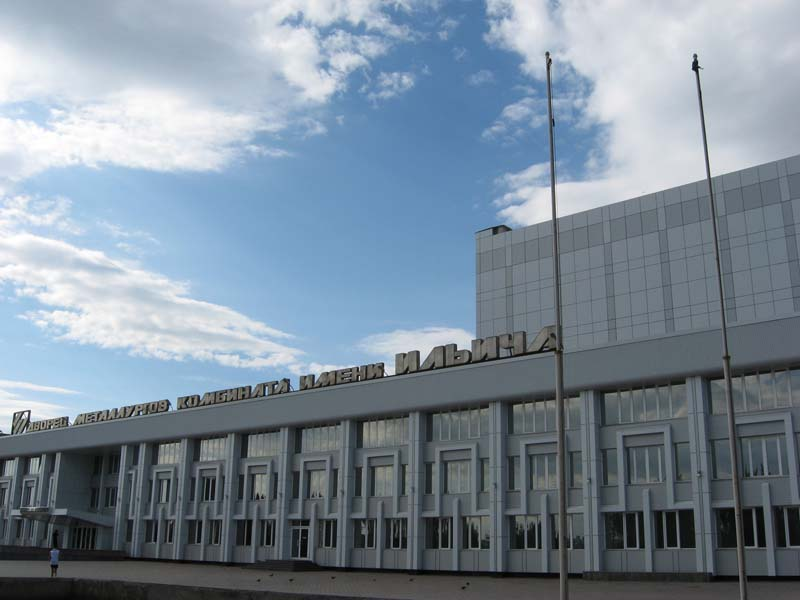
«Палац металургів» (Палац культури комбінату імені Ілліча). Проспект Металургів

Територія проспекту Металургів за річкою Кальчик відноситься до Кальміуського району Маріуполя. Через річку створено трамвайно-пішоходний міст. За мостом пролягав одноколійний трамвайний шлях, ліворуч якого в заплаві річки був великий фруктовий сад, праворуч — ділянки кукурудзи і соняшника. Північна околиця саду збігалася з нинішньою вулицею Покришкіна. Трамвай, минаючи сад, рухався навколо полів і потрапляв в квартали одноповерхових будиночків приблизно в тому місці, де сучасна вулиця Заворуєва стикається з проспектом Металургів.
Складний ландшафт колишнього саду не був забудований п'ятиповерхівками. Тамтешня частина проспекту Металургів, що перетворилась на важливу міську транспортну магістраль, була забудована лише по східному кордону. Західну частину сучасного лугопарку перетинає вулиця Карпинського.
Парк виник практично стихійно через побудову на його північній околиці 1982 року Палацу культури комбінату імені Ілліча вздовж вулиці Покришкіна. Палац на якийсь час став першою за значенням театральною спорудою Маріуполя в місяці ремонтів чи гастролей міського драматичного театру. Важливим театрально-концертним майданом для гастролей палац культури комбінату імені Ілліча залишився і досьогодні.
Побудова палацу культури мимоволі потягла за собою і облаштування території колишнього фруктового саду. Були створені регулярна та пейзажна частини лугопарку. В регулярній частині створені фонтан, квітники та прогулянкові стежки, що закінчуються біля танцювального майданчика. Пейзажні ділянки облямовують регулярну частину, але засаджені випадковими сортами дерев, де панують тополі та верба вавилонська. Тополі і верба вавилонська скидають як листя, так і гілки, що сприяє захаращенню лугопарку. Невелика ділянка берега річки Кальміус облаштована як невелика набережна тільки з боку Кальміуського району.
Первісна назва — лугопарк імені 200-річчя Маріуполя. Згодом вона була замінена на Лугопарк імені Гурова.